# Tellus

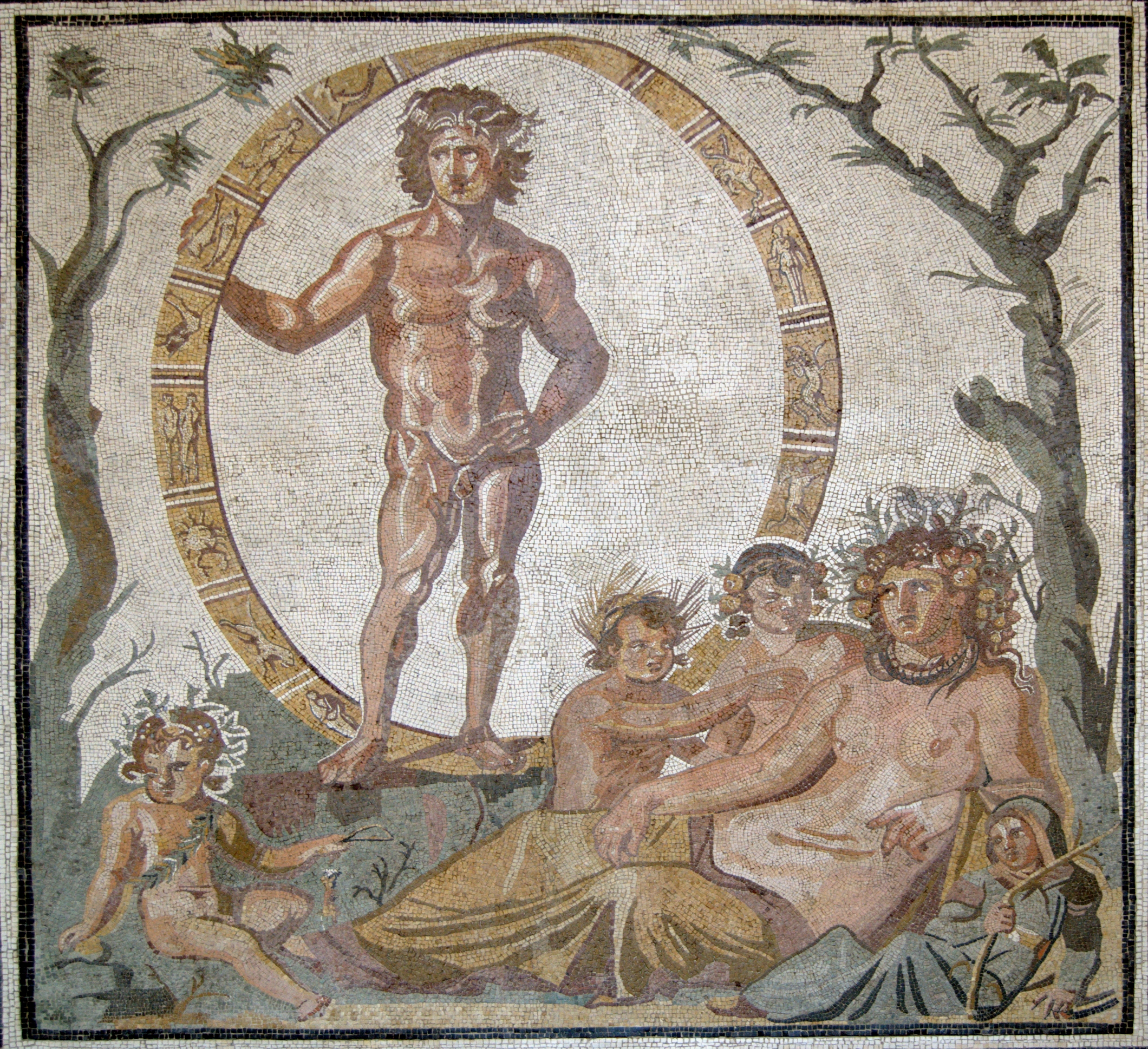
Aion/Uranus împreună cu Tellus/Terra Mater și cei patru copii ai lor

Tellus sau Terra Mater a fost o zeiță care personifica Pământul în mitologia romană. Numele Terra Mater și Tellus Mater înseamnă ambele Mama Pământ în latină. Mater este un titlu onorific care era acordat și altor zeițe. Elementul chimic Telur a fost numit dupa Tellus de către Martin Heinrich Klaproth în 1798.
O divinitate de sex masculin de pe Pământ, Tellumo, a fost invocată uneori, împreună cu Tellus în timpul ritualurilor în cinstea ei.

## Funcții
Romani se închinau la Tellus ca să nu aibă loc cutremure. Împreună cu zeița recoltelor, Ceres era responsabilă pentru productivitatea pământurilor agricole. Ea mai era asociată și cu căsătoria, maternitatea, femeile însărcinate și animalele gestante. Omologul său grec este Gaia. 